# Саньцай
Саньцай (букв. «три начала») — термин, используемый последователями китайской синкретической религии Игуаньдао, для обобщённого названия группы священнослужителей, участвующих в традиционной форме китайского спиритического сеанса.
- Тяньцай («Начало Неба») — медиумы, непосредственно воспринимающие божественные указания и чертящие специальным двуручным орудием иероглифы на песке, насыпанном на специальном блюде.
- Жэньцай («Человеческое начало») — участник, истолковывающий написанное и стирающий иероглифы ровняя песок.
- Дицай («Начало Земли») — записывает прочитанное на бумаге.